# Lübberstedt
Lübberstedt (niederdeutsch Lübbs) ist eine Gemeinde der Samtgemeinde Hambergen und liegt am Nordrand des niedersächsischen Landkreises Osterholz.

## Geografie

### Lage
Die Gemeinde liegt in der norddeutschen Tiefebene nördlich von Bremen.

### Gemeindegliederung
Die Gemeinde besteht aus folgenden Ortsteilen:
- Lübberstedt (Kernort)
- Lübberstedt-Bahnhof

### Nachbargemeinden
| Axstedt                                                                |                                             | Holste    |
| Bramstedt – Ortsteil Harrendorf (Einheitsgemeinde Hagen im Bremischen) | Kompassrose, die auf Nachbargemeinden zeigt |           |
| Stadt Osterholz-Scharmbeck                                             |                                             | Hambergen |

## Geschichte
Erstmals wurde die Gemeinde 1105 urkundlich erwähnt, als Erzbischof Friedrich von Hamburg der Kirche von Bramstedt u. a. die Zugehörigkeit des Dorfes „Lubberstedi“ bestätigte.
Von 1936 bis 1945 bestand im Bremer Wald eine Munitionsanstalt der Luftwaffe zur Fertigstellung von Munition, die Lufthauptmunitionsanstalt Lübberstedt, zu der ab 1944 ein Außenlager des KZ Neuengamme gehörte. Im September 2010 führte die Theatergruppe „Das letzte Kleinod“ die dokumentarische Inszenierung „MUNA Lübberstedt“ auf. Ab 2012 gibt es Führungen des Arbeitskreises MUNA Lübberstedt über das Gelände der MUNA.
Unweit des Bahnhof Lübberstedt befand sich in früheren Zeiten der sogenannte „Dubbers Park“, ein im 19. Jahrhundert vom Bremer Kaufmann & dänischen Konsul Johann Christian Eduard Dubbers als privater Park und zur privaten Jagd genutztes Areal.

### Samtgemeindebildung und vorherige Zugehörigkeit
Lübberstedt bildet seit der Gebietsreform in Niedersachsen am 1. März 1974 mit den Gemeinden Hambergen, Axstedt, Holste und Vollersode die Samtgemeinde Hambergen. Der Ort gehörte davor zum Landkreis Wesermünde.

### Einwohnerentwicklung
| Jahr | Einwohner | Quelle |
| ---- | --------- | ------ |
| 1910 | 263       | [ 3 ]  |
| 1925 | 338       | [ 4 ]  |
| 1933 | 351       | [ 4 ]  |
| 1939 | 327       | [ 4 ]  |
| 1950 | 662       | [ 5 ]  |
| 1956 | 512       | [ 5 ]  |
| 1973 | 617       | [ 6 ]  |
| 1975 | 0593 ¹    | [ 7 ]  |
| 1980 | 0619 ¹    | [ 7 ]  |

| 1985 | 601 ¹ | [ 7 ] |   |   |
| 1990 | 599 ¹ | [ 7 ] |   |   |
| 1995 | 682 ¹ | [ 7 ] |   |   |
| 2000 | 770 ¹ | [ 7 ] |   |   |
| 2005 | 726 ¹ | [ 7 ] |   |   |
| 2010 | 737 ¹ | [ 7 ] |   |   |
| 2015 | 738 ¹ | [ 7 ] |   |   |
| 2020 | 740 ¹ | [ 7 ] |   |   |
| 2021 | 724 ¹ | 0     | 0 | 0 |

¹ jeweils zum 31. Dezember
|  |

## Politik

### Gemeinderat
Der Rat der Gemeinde aus Lübberstedt setzt sich aus neun Ratsherren zusammen. Die Ratsmitglieder werden durch eine Kommunalwahl für jeweils fünf Jahre gewählt. Die aktuelle Amtszeit begann am 1. November 2021 und endet am 31. Oktober 2026.
Aus dem Ergebnis der Kommunalwahl 2021 ergab sich folgende Sitzverteilung:
Sitzverteilung:
- SPD: 5 Sitze
- CDU: 4 Sitze

### Bürgermeister
Der Bürgermeister von Lübberstedt ist Jürgen Mehrtens (SPD). Seine Stellvertreter sind Hartmut Eilers (SPD) und Burkhard Prigge (CDU).

### Wappen
Der Entwurf des Kommunalwappens von Lübberstedt stammt von dem Heraldiker und Wappenmaler Albert de Badrihaye, der zahlreiche Wappen im Landkreis Cuxhaven erschaffen hat.
| Wappen von Lübberstedt | Blasonierung: „In Rot eine silberne Windmühle.“                                                     |
| Wappen von Lübberstedt | Wappenbegründung: Die Windmühle erinnert an das alte Wahrzeichen der Gemeinde, eine Holländermühle. |

## Kultur und Sehenswürdigkeiten

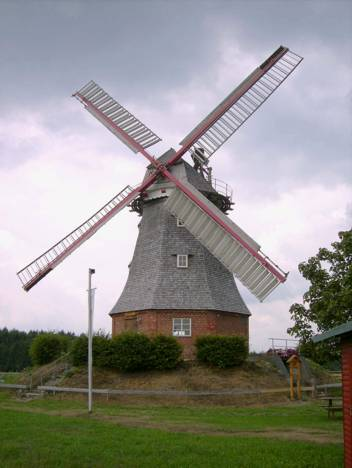
Die Holländerwindmühle in Lübberstedt

### Bauwerke
- Wohn- und Wirtschaftsgebäude Driftsweg 6 von 1841 in Fachwerk
- Lübberstedter Mühle von 1909 als intakte Windmühle. 1872 als Wallholländerwindmühle mit Durchfahrt gebaut, 1909 abgebrannt und Wiederaufbau mit Jalousieflügeln und Windrose, Durchfahrt im Mühlenwall zum An- und Abtransport von Getreide und Mehl, 2001 erwarb die Gemeinde die Mühle.
- Das Waldhaus Lübberstedt, direkt gegenüber dem Bahnhof Lübberstedt, wurde 1897 von Friedrich Bischoff erbaut und war ein beliebtes Ausflugslokal für Bremer. Heute befindet sich in dem Gebäude ein Pflegeheim.[12]

### Regelmäßige Veranstaltungen
- Erntefest mit großem Erntefestumzug (ca. 50 Festwagen) durch den Ort: jeweils am zweiten Wochenende im September mit großem Festball am Samstag in der Sporthalle
- Maibaumpflanzen: Immer Pfingstsamstag durch die örtlichen Jungburschen mit dem Aufstellen des Pfingstbaumes (ca. 20–23 m hoch) am Dorfgemeinschaftshaus
- Deutscher Mühlentag: Am Pfingstmontag nimmt die Lübberstedter Erd-/Wallholländer Windmühle „Die griese Graue“ alljährlich daran teil und öffnet die Türen für Besucher & Führungen im Anschluss an einen Gottesdienst, der bei gutem Wetter unter freiem Himmel stattfindet.

## Wirtschaft und Infrastruktur

### Unternehmen
- Blumengeschäft
- Fahrradhändler
- Tankstelle mit Raiffeisenmarkt am Bahnhof Lübberstedt
- 2 Zimmerei-Betriebe

### Windkraftanlagen
Im Grenzbereich der Gemeinde Lübberstedt Richtung Hambergen wurden 2016 sieben Windkraftanlagen errichtet, die jeweils 186 m hoch sind. Sie erzeugen 57 Mio. kWh Strom pro Jahr, das entspricht einem Bedarfsvolumen von 18.000 Haushalten.

### Bildung
Die Grundschule befindet sich in der benachbarten Gemeinde Axstedt; ebenso eine Kindertagesstätte.

### Gesundheit
In Lübberstedt gibt es eine Allgemeinarzt-Praxis und ein Pflegeheim.

### Vereine, Gruppen, Verbände
- MTV Lübberstedt mit den Sparten: Faustball, Tischtennis, Damengymnastik, Kinderturnen, Mutter-Kindturnen, Walking/Nordic-Walking, Seniorengymnastik, Herrenturnen, Bogenschießen, Boule
- Mühlenverein
- Ortsfeuerwehr
- Erntedankfestkomitee
- AWO
- Landfrauen
- NABU
- Maibaumpflanzer
- Jagdgenossenschaft Lübberstedt
- Arbeitskreis MUNA
- Seit 2022 die Gruppen: Projekt Streuobstwiese, Lübberstedter Trecker- und Oldtimerfreunde, Arbeitskreis „AwiL – Alt werden in Lübberstedt“

### Verkehr
In Lübberstedt steht ein Bahnhof an der Bahnstrecke Bremen–Bremerhaven, der von Zügen der Regio-S-Bahn Bremen/Niedersachsen bedient wird.
| Linie | Verlauf | Takt                                                                |
| ----- | --- | ------------------------------------------------------------------- |
| RS 2  | Bremerhaven-Lehe – Bremerhaven Hbf – Bremerhaven-Wulsdorf – Loxstedt – Lunestedt – Stubben – Lübberstedt – Oldenbüttel – Osterholz-Scharmbeck – Ritterhude – Bremen-Burg – Bremen Hbf – Bremen-Hemelingen – Dreye – Kirchweyhe – Barrien – Syke – Bramstedt (b Syke) – Bassum – Twistringen Stand: Fahrplanwechsel Dezember 2023 | 60 min 30 min (Bremen Hbf–Bremerhaven-Lehe in der HVZ-Lastrichtung) |

Die Bundesautobahn 27 (Walsrode–Cuxhaven) ist 15 km entfernt und über eine Kreisstraße erreichbar. Die Hauptverkehrsanbindung an die Kreisstadt Osterholz-Scharmbeck und das Oberzentrum Bremen bildet die 4 km entfernte Bundesstraße 74 Bremen–Stade.
Des Weiteren verfügt der Ort über ein Anruf-Sammel-Taxi, welches auch in den Schulferien verkehrt.

## Persönlichkeiten

### Söhne und Töchter der Gemeinde
- Gerold Otten (* 1955), ehemaliger Berufssoldat, pensionierter Vertriebsleiter, Politiker (AfD) und seit 2017 Mitglied im Deutschen Bundestag

### Personen, die mit der Gemeinde in Verbindung stehen
- Johann Christoph Eduard Dubbers (1836–1909), Bremer Kaufmann und ab 1865 erster dänischer Honorarkonsul, Erbauer und Namensgeber des örtlichen Dubbers Park, er hatte in dem Park sein Jagdrevier und war ein berühmter Gast im Waldhaus
- Harald Garcke (* 1963), Mathematiker, Professor an der Universität Regensburg, wuchs in Lübberstedt auf